# Micandra dignota
Micandra dignota är en fjärilsart som beskrevs av Max Wilhelm Karl Draudt 1921. Micandra dignota ingår i släktet Micandra och familjen juvelvingar. Inga underarter finns listade i Catalogue of Life.